# Claudio Valerio Gaetani
Claudio Valerio Gaetani (Ciudad de Guatemala, 25 de octubre de 1967) es un artista guatemalteco, dedicado a la pintura, el diseño gráfico, la escritura, la poesía, la ensayística, el teatro y la Traducción Literaria. Hijo de Marta Octavia Mena una escritora y periodista guatemalteca y Ludovico Gaetani, ingeniero y promotor de la cultura y el teatro en Guatemala, creador de uno de los primeros teatros independientes en Guatemala el Piccolo Teatro.
Nacido en el ambiente del arte en Guatemala, en medio a escritores, dramaturgos, y gente del medio artístico guatemalteco, crece bajo la influencia de autores y directores guatemaltecos como Hugo Carrillo (artista), Victor Hugo Cruz, Herbert Meneses, estudia en la Escuela Nacional de Artes Plásticas, en la Universidad Rafael Landivar así como en la Universidad de San Carlos de Guatemala, realiza sus postgrados en la Universidad Nacional Autónoma de México, así como en la Escuela de Comunicações e Artes Universidade de Sao Paolo Brasil.
En el 1992 parte al exilio en Italia, su segunda patria, tomando residencia en Nápoles, en dónde vive, trabajando, hasta noviembre del 2011 en que hace retorno a Guatemala. Durante su estadía en Nápoles, se dedica al diseño gráfico publicitario y frecuenta cursos especialísticos en la Universidad Carlo Cattaneo di Castellanza, Italia y en la Escuela de Ártes Gráficas de Como, Italia, trabajando con artistas meridionales, colabora con la Academia de Arte de Nápoles. Colaborando con artistas del diseño y la pintura como Nini Sgambatti., Marco de Luca con el que reinventa las viejas técnicas artísticas con el uso del mosaico.
En el 1996 inicia en Nápoles a promover entretenimiento en los restaurantes introduciendo, Cena con Delito, un tipo de juego que apareja el teatro como espectáculo interactivo al interno de una cena en restaurante, siguiendo la tendencia creciente de los Murder Party en los países anglosajones, inicia a producir y promover el teatro como instrumento para la Cena con Delito, llegando en breve tiempo a ser uno autor prolífico, sus obras, hoy en día traducidas en varios idiomas y representadas en toda Europa y Estados Unidos como juego de sociedad en sus variantes Murder Party, Mistery Dinners, etc.
Ha sido publicada con licencia libre GPL.
Desde 2012 promotor y formador de actores y actrices en Guatemala funda con la colaboración de grandes maestros de las artes escénicas de Guatemala como Herbert Meneses, Alfredo Porras Smith, Marta Mena, Fabio Díaz y Carlos Molina la academia de "La Compañía del Crimen" con el apoyo de la Facultad de Humanidades de la Universidad de San Carlos de Guatemala, el Ministerio de Educación y el Ministerio de Cultura Deporte y Recreación de Guatemala, para formar docentes de expresión artística y artistas de teatro en el país, promueve la educación de las artes escénicas como materia obligatoria de las escuelas y colegios, enseñando y fomentando el teatro como medio de desarrollo social.

## Reconocimientos
Escritor en hierba en octubre de 1990 recibe el reconocimiento como autor joven al Premio Literario de Unión Latina., en el 1991 participa como escritor joven al Premio de Literatura Juan Rulfo (FIL de Literatura) de la Feria Internacional de Libro de Guadalajara.

## Críticas
Como dijo el gran maestro Eduardo de Filippo "Basta que se hable", Claudio Valerio Gaetani, posee ese don particular, el don de hacer hablar de él, de sus métodos, de su carácter, de su poliédrica personalidad, existen quienes no coinciden con su naturaleza y existen aquellos que aprenden cada día de su exuberante personalidad, hay mucha tela que cortar, lo cierto, es que Gaetani está dejando su huella en la historia del teatro.
- Siglo XXI:Espantos Invaden la Noche de Brujas
- Siglo XXI: Claudio Valerio Gaetani, la idea es hacer teatro Serio, divertido

## Obra de Claudio Valerio Gaetani

### Libros
- — (Septiembre de 2019).  inArt, ed. «Timeline - Casi una autobiografía» (en español - Italiano). p. 240. Consultado el 12 de noviembre de 2019.
- — (Mayo de 2017).  inArt, ed. «El Amor [Diario de un Insospechado Psicópata]». p. 120. Consultado el 27 de mayo de 2017.
- — (Enero de 2017).  inArt, ed. «Lo que pienso del Ché». p. 356. Consultado el 16 de febrero de 2017.
- — (Junio de 2016).  inArt, ed. «The Chaos - [Diary of an Unsuspected Psychopath]» (en inglés). p. 56. Consultado el 10 de junio de 2016.
- — (Marzo de 2016).  inArt, ed. «El Caos - [Diario de un insospechado psicópata]». p. 56. Consultado el 2 de marzo de 2016.
- — (Mayo de 2016).  inArt, ed. «El Sexo - [Diario de un insospechado psicópata]». p. 70. Consultado el 28 de mayo de 2016.
- — (1982).  inArt, ed. «Bandrix». p. 120.
- — (Marzo de 2020).  inArt, ed. «Aprende Porqué La Vida Es Un Caos y cómo puedes mejorar tu existencia.». p. 65. Consultado el 24 de octubre de 2020.
- — (Marzo de 2020).  inArt, ed. «Aprende Todo y Más Sobre El Sexo y cómo puedes mejorar tu existencia.». p. 83. Consultado el 24 de octubre de 2020.
- — (Marzo de 2020).  inArt, ed. «Aprende Cómo Es Que Se Creó el Amor y cómo puedes mejorar tu existencia.». p. 83. Consultado el 24 de octubre de 2020.
- — (2003). «Calimorphea».  En inArt, ed. Fantasy. p. 74. Consultado el 12 de junio de 2023.
- — (2023). «Tierra de Nadie».  En inArt, ed. Aventura. p. 69. Consultado el 12 de junio de 2023.

### Gastronomía
- — (2019).  inArt, ed. «Recetas Tradicionales Chapinas los Platillos Típicos de la Cocina Guatemalteca». p. 240. Consultado el 28 de diciembre de 2019.
- — (2019).  inArt, ed. «Recetas fáciles KETO & Ayuno Intermitente para perder peso». p. 240. Consultado el 28 de dicienbre de 2019.

### Ensayos
- — (Enero de 2019).  inArt, ed. «La semiótica y la semiótica teatral». p. 120. Consultado el 27 de enero de 2019.
- — (Marzo de 2019).  inArt, ed. «Manual de dramaturgia». p. 258.

### AudioBooks
- — (Agosto de 2019). «Espantos».  En inArt, ed. Monólogos. pp. 01:36:09. Consultado el 22 de agosto de 2019.
- — (Agosto de 2019). «¿Quién Asesinó al Conde Dracula?».  En inArt, ed. Monólogos. pp. 00:36:12. Consultado el 22 de agosto de 2019.
- — (Agosto de 2019). «Clarivigilia Primaveral».  En inArt, ed. Narraciones. pp. 11:17:05.  narración de la obra de Miguél Ángel Asturias

### Teatro - Cena con Delito
- — (marzo de 2012). «Rojo sangre sobre la nieve».  En inArt, ed. Cena con Delito. p. 42. Consultado el 11 de mayo de 2014.
- — (enero de 2009). «Reality Show, muerte en directa».  En Compañía del Crimen, ed. Cena con Delito.
- — (marzo de 2001). «Poder oculto, Muerte en la Secta».  En inArt, ed. Cena con Delito. p. 21. Consultado el 11 de mayo de 2014.
- — (febrero de 2001). «¿Quién yace bajo el BigTop?».  En inArt, ed. Cena con Delito. p. 18. Consultado el 11 de mayo de 2014.
- — (febrero de 2001). «Muerte ad Aldbury Manor».  En 40GNord, ed. Cena con Delito. p. 14. Consultado el 11 de mayo de 2014.
- — (enero de 2001). «Mafia story».  En inArt, ed. Cena con Delito.
- — (mayo de 1999). «Hollywood Mistery, como muere una estrella».  En inArt, ed. Cena con Delito. p. 18. Consultado el 11 de mayo de 2014.
- — (mayo de 1999). «Rock to Die».  En inArt, ed. Cena con Delito. p. 18. Consultado el 11 de mayo de 2014.
- — (abril de 1999). «Lotería y muerte».  En inArt, ed. Cena con Delito.
- — (abril de 1999). «El Último Brindis».  En inArt, ed. Cena con Delito.
- — (abril de 1998). «Bella Napoli».  En inArt, ed. Cena con Delito. p. 18. Consultado el 11 de mayo de 2014.
- — (marzo de 1998). «Milano es siempre bella para morir».  En inArt, ed. Cena con Delito. p. 18. Consultado el 11 de mayo de 2014.
- — (diciembre de 1998). «Asesinato en el Desoriented Express».  En inArt, ed. Cena con Delito. p. 21. Consultado el 11 de mayo de 2014.
- — (febrero de 1998). «Murder at Buzzby's Night Club».  En inArt, ed. Cena con Delito. p. 12. Consultado el 11 de mayo de 2014.
- — (febrero de 1998). «Muerte en el Caribe».  En inArt, ed. Cena con Delito. p. 20. Consultado el 11 de mayo de 2014.

### Teatro
- — (2016). «W.W.W. Así te arrimas tu».  En inArt, ed. Teatro, comedia. p. 56.
- — (febrero de 2016). «Who Killed Count Dracula?».  En inArt, ed. Teatro, monólogos (en inglés). p. 14. Consultado el 22 de febrero de 2016.
- — (febrero de 2014). «Dee Sypher - Historias de Amor y Sexo».  En InArt, ed. Teatro, monólogos. p. 25. Consultado el 21 de febrero de 2016.
- — (2014). «EVA Desnuda».  En Compañía del Crimen, ed. Teatro, monólogos. Consultado el 23 de junio de 2016.
- — (enero de 2009). «Tiempos Modernos - Unplugged».  En La Compañía del Crimen, ed. Teatro, comedia. p. 50. Consultado el 14 de septiembre de 2014.
- — (2013). «Yaieuteva, la maga desmemoriada».  En La Compañía del Crimen, ed. Teatro para niños. Archivado desde el original el 4 de agosto de 2016. Consultado el 27 de junio de 2016.
- — (2013). «La mansión del pájaro caliente».  En Compañía del Crimen, ed. Teatro.
- — (2013). «¡Ojalá! El gancho de ropa».  En Compañía del Crimen, ed. Teatro, farsa. Consultado el 30 de junio de 2016.
- — (2013). «La Historia de la Gaviota y el Gato que le enseñó a volar».  En La Compañía del Crimen, ed. Teatro para niños. Consultado el 27 de junio de 2016.
- — (2013). «Diálogos de Ultratumba».  En Compañía del Crimen, ed. Teatro.
- — (2013). «Comoedo comici comoedia».  En La Compañía del Crimen, ed. Teatro. Consultado el 27 de junio de 2016.
- — (julio de 2013). «¿Y tu, crees aún en Peter Pan?».  En La Compañía del Crimen, ed. Teatro para niños. Consultado el 27 de junio de 2016.
- — (2012). «Espantos».  En inArt, ed. Teatro. Consultado el 23 de junio de 2016.[8]
- — (2012). «Pa gato viejo, ratón tierno».  En Compañía del Crimen, ed. Teatro.
- — (2012). «El llavero».  En Compañía del Crimen, ed. Teatro.
- — (2012). «Dejen que los muertos entierren a sus muertos».  En Compañía del Crimen, ed. Teatro.
- — (2012). «¿Qué le pasó a Papá Noél?».  En Compañía del Crimen, ed. Teatro.
- — (2010). «Perros y gatos».  En 40 Gradi Nord Srl, ed. Teatro.
- — (2010). «Mi hijo, ahí está el problema».  En 40 Gradi Nord Srl, ed. Teatro.
- — (2010). «Diálogo con el sepulto vivo».  En 40 Gradi Nord Srl, ed. Teatro.
- — (2009). «Señora lobo y aquella vampiro».  En 40 Gradi Nord Srl, ed. Teatro.
- — (2009). «Noches de amor en el olvido».  En 40 Gradi Nord Srl, ed. Teatro.
- — (2009). «Los engañados».  En 40 Gradi Nord Srl, ed. Teatro.
- — (2009). «La ley del corte».  En 40 Gradi Nord Srl, ed. Teatro.
- — (2009). «Dos comediantes».  En 40 Gradi Nord Srl, ed. Teatro.
- — (2009). «De regreso a casa».  En 40 Gradi Nord Srl, ed. Teatro.
- — (2008). «Vagabundos».  En 40 Gradi Nord Srl, ed. Teatro.
- — (2008). «Último».  En 40 Gradi Nord Srl, ed. Teatro.
- — (2008). «Mujeres».  En 40 Gradi Nord Srl, ed. Teatro.
- — (2008). «Los engaños del tiempo».  En 40 Gradi Nord Srl, ed. Teatro.
- — (2008). «La extraña señora».  En 40 Gradi Nord Srl, ed. Teatro.
- — (2008). «Gusanos».  En 40 Gradi Nord Srl, ed. Teatro.
- — (2008). «Fábulas rastreras».  En 40 Gradi Nord Srl, ed. Teatro.
- — (2008). «El ultimo adiós».  En 40 Gradi Nord Srl, ed. Teatro.
- — (2008). «El punto de vista de un zombie».  En 40 Gradi Nord Srl, ed. Teatro.
- — (2008). «Doble pesadilla».  En 40 Gradi Nord Srl, ed. Teatro.
- — (2008). «Crónica de una traición».  En 40 Gradi Nord Srl, ed. Teatro.
- — (2008). «Conejillos de indias».  En 40 Gradi Nord Srl, ed. Teatro.
- — (2008). «¿Porqué regresas siempre?».  En 40 Gradi Nord Srl, ed. Teatro.
- — (2008). «¿Fin?».  En 40 Gradi Nord Srl, ed. Teatro.
- — (2007). «Persona equivocada».  En 40 Gradi Nord Srl, ed. Teatro.
- — (2007). «La bruja de al lado».  En 40 Gradi Nord Srl, ed. Teatro.
- — (2007). «Diez días».  En 40 Gradi Nord Srl, ed. Teatro.
- — (2007). «Demasiada navidad».  En 40 Gradi Nord Srl, ed. Teatro.
- — (2007). «Corazón en cenizas».  En 40 Gradi Nord Srl, ed. Teatro.
- — (2007). «Cascabel».  En 40 Gradi Nord Srl, ed. Teatro.
- — (2007). «¿Lograré a encontrar la mujer de mi vida?».  En 40 Gradi Nord Srl, ed. Teatro.
- — (2005). «Bobby Sitter».  En 40 Gradi Nord Srl, ed. Teatro (en italiano).
- — (2004). «Assasino senza volto».  En 40 Gradi Nord Srl, ed. Teatro (en italiano).
- — (2003). «Claretta la donna fatale».  En inArt, ed. Teatro (en italiano).
- — (2003). «Asylum, l'ultimo volo».  En 40 Gradi Nord Srl, ed. Teatro (en italiano).
- — (2002). «Prima di andare a dormire».  En inArt, ed. Teatro (en italiano).
- — (2002). «205 al amanecer».  En inArt, ed. Teatro. Consultado el 11 de julio de 2016.
- — (2001). «True Killers: Richard Ramírez».  En inArt, ed. Teatro.
- — (2001). «La mujer de los sueños».  En inArt, ed. Teatro.
- — (2001). «El amigo que recuerdo».  En inArt, ed. Teatro.
- — (2001). «Aquél verano».  En inArt, ed. Teatro.
- — (febrero de 2001). «Quisiéramos partir... pero no sabemos a dónde ir...».  En inArt, ed. Teatro, comedia. p. 14. Consultado el 16 de febrero de 2017.
- — (2000). «Viajero sin valijas».  En inArt, ed. Teatro.
- — (2000). «Viaje de noche».  En inArt, ed. Teatro.
- — (2000). «Veneno rojo sangre».  En inArt, ed. Teatro.
- — (2000). «Tu la matarás».  En inArt, ed. Teatro.
- — (2000). «True Killers: Peter Kurten».  En inArt, ed. Teatro.
- — (2000). «Tengo un tigre en mi bolsillo».  En inArt, ed. Teatro.
- — (2000). «Mi vida en tres bolsas de Ikea».  En inArt, ed. Teatro.
- — (2000). «La muchacha en el balcón».  En inArt, ed. Teatro.
- — (2000). «La duda de Zoe».  En inArt, ed. Teatro.
- — (2000). «El secreto para sobrevivir».  En inArt, ed. Teatro.
- — (2000). «El resplandor de la nieve y los dientes».  En inArt, ed. Teatro.
- — (2000). «Da Melito con Furore».  En inArt, ed. Teatro (en italiano).
- — (2000). «Cornudo y contento».  En inArt, ed. Teatro.
- — (2000). «Bosques umbrosos».  En inArt, ed. Teatro.
- — (2000). «Barbie, negra adentro».  En inArt, ed. Teatro.
- — (2000). «Autopsia de un corazón».  En inArt, ed. Teatro.
- — (2000). «Al final del recuerdo».  En inArt, ed. Teatro.
- — (2000). «Ahora voy y meto la cabeza en el horno».  En inArt, ed. Teatro.
- — (enero de 1999). «Aspasia & Péricle».  En inArt, ed. Teatro. p. 18. Consultado el 11 de mayo de 2014.
- — (1999). «Víctima de un sueño».  En inArt, ed. Teatro.
- — (1999). «True killers: Andrei Chikatilo».  En inArt, ed. Teatro.
- — (1999). «True Killers: Albert Fish».  En inArt, ed. Teatro.
- — (1999). «Speculum».  En inArt, ed. Teatro.
- — (1999). «Que sea varón».  En inArt, ed. Teatro.
- — (1999). «Naturaleza muerta».  En inArt, ed. Teatro.
- — (1999). «Mi hijo es un artista».  En inArt, ed. Teatro.
- — (1999). «Mattinata y sus piedras blancas».  En inArt, ed. Teatro.
- — (1999). «Mañana por la mañana».  En inArt, ed. Teatro.
- — (1999). «Las reglas de Lucy».  En inArt, ed. Teatro.
- — (1999). «La playa de las rocas negras».  En inArt, ed. Teatro.
- — (1999). «La persona equivocada».  En inArt, ed. Teatro.
- — (1999). «La oscuridad detrás de la puerta».  En inArt, ed. Teatro.
- — (1999). «La luz de la locura».  En inArt, ed. Teatro.
- — (1999). «Los Cinco No Japoneses».  En inArt, ed. Teatro. Consultado el 23 de junio de 2016.
- — (1999). «Cronache dal Monastero».  En inArt, ed. Teatro.
- — (1999). «Copenhagen».  En inArt, ed. Teatro.
- — (1999). «Como un proceso».  En inArt, ed. Teatro.
- — (1999). «Appuntamento con la Veritá».  En inArt, ed. Teatro (en italiano).
- — (1999). «A donde lleva el río».  En inArt, ed. Teatro.
- — (1998). «Underground».  En inArt, ed. Teatro.
- — (1998). «True killers: Ed Kemper».  En inArt, ed. Teatro.
- — (1998). «Tengo hambre».  En inArt, ed. Teatro.
- — (1998). «Prisionero».  En inArt, ed. Teatro.
- — (1998). «Noir».  En inArt, ed. Teatro.
- — (1998). «Mi ultima noche en el desierto».  En inArt, ed. Teatro.
- — (1998). «Lluvia de verano».  En inArt, ed. Teatro.
- — (1998). «La triste historia de una asesina enamorada».  En inArt, ed. Teatro.
- — (1998). «La traición de Minerva».  En inArt, ed. Teatro.
- — (1998). «La Máscara».  En inArt, ed. Teatro.
- — (1998). «La cascada en medio del bosque».  En inArt, ed. Teatro.
- — (1998). «El la cueva del monstruo».  En inArt, ed. Teatro.
- — (1998). «Corpus Dominae».  En inArt, ed. Teatro.
- — (1998). «Amor de mujer».  En inArt, ed. Teatro.
- — (1998). «¿Quién traicionó al Rey de corazones?».  En inArt, ed. Teatro.
- — (1998). «¡No te pago!».  En inArt, ed. Teatro.
- — (1997). «¿Quién Asesinó al Conde Drácula?».  En inArt, ed. Teatro. Consultado el 23 de junio de 2016.
- — (1997). «True killers: Ted Bunty».  En inArt, ed. Teatro.
- — (1997). «Sonata macabra».  En inArt, ed. Teatro.
- — (1997). «Sin embargo, la piel».  En inArt, ed. Teatro.
- — (1997). «Nocturno».  En inArt, ed. Teatro.
- — (1996). «Necrolexico».  En inArt, ed. Teatro.
- — (marzo de 1996). «Llueve sobre mojado».  En inArt, ed. Teatro.
- — (1996). «La sercha».  En inArt, ed. Teatro.
- — (1996). «El hombre y la araña».  En inArt, ed. Teatro.
- — (1996). «El héroe no muere nunca».  En inArt, ed. Teatro.
- — (enero de 1995). «Hazme Morir – Diálogo con un suicidador».  En inArt, ed. Teatro. p. 20. Consultado el 11 de mayo de 2014.
- — (enero de 1995). «El Asesino».  En inArt, ed. Monólogos. p. 11. Consultado el 11 de mayo de 2014.
- — (1995). «Puercos encorvatados».  En inArt, ed. Teatro.
- — (1994). «Esta noche tuve un sueño».  En inArt, ed. Teatro.
- — (1993). «Del amor».  En inArt, ed. Teatro.
- — (1993). «Bilbao».  En inArt, ed. Teatro.
- — (1993). «Bajo dos metros de tierra».  En inArt, ed. Teatro.
- — (1992). «La forma del pensamiento».  En inArt, ed. Teatro.
- — (1992). «Cuatro piezas».  En inArt, ed. Teatro.
- — (1990). «La cuchara».  En inArt, ed. Teatro.
- — (1990). «El ascensor».  En inArt, ed. Teatro.
- — (1989). «Misery no debe morir».  En inArt, ed. Teatro. Consultado el 23 de junio de 2016. - Libre adaptación de la novela de Stephen King
- — (1989). «Hijos».  En inArt, ed. Teatro.
- — (1989). «Diálogo del diván».  En inArt, ed. Teatro.

### Guiones libres para teatro estudiantil
- — (diciembre de 2012). «La Mansión del Pájaro Serpiente».  En La Compañía del Crimen, ed. Teatro para estudiantes. p. 23. Consultado el 11 de mayo de 2014.  Libremente inspirado en la obra de Virgilio Rodríguez Macal
- — (2012). «Memorias de un Abogado».  En La Compañía del Crimen, ed. Teatro.  Libremente inspirado en la obra de José Milla y Vidaurre
- — (2012). «Los Nazarenos».  En La Compañía del Crimen, ed. Teatro. Consultado el 30 de junio de 2016. Libremente inspirado en la obra de José Milla y Vidaurre
- — (2012). «Guayacan».  En La Compañía del Crimen, ed. Teatro.  Libremente inspirado en la obra de Virgilio Rodríguez Macal
- — (2012). «El Visitador».  En La Compañía del Crimen, ed. Teatro.  Libremente inspirado en la obra de José Milla y Vidaurre

### Adaptaciones de obras de Teatro al español realizadas
- — (2016). «Medea Material».  En InArt Editores, ed. Teatro.  traducción y adaptación a monólogo de Heiner Müller.
- — (2010). «El Nivel».  En La Compañía del Crimen, ed. Teatro.  Adaptación al castellano de la obra de Antonio De Curtis Totò.
- — (2009). «Filumena Marturano».  En La Compañía del Crimen, ed. Teatro. Archivado desde el original el 17 de febrero de 2017. Consultado el 27 de junio de 2016. Adaptación al castellano de la obra de Eduardo De Filippo
- — (2009). «Estos Fantasmas».  En La Compañía del Crimen, ed. Teatro.  Adaptación al castellano de la obra de Eduardo De Filippo

### Traducciones de Literatura al español realizadas
- — (Agosto de 2017). «De Venecia, de Amor y de Magia».  En Babelcube, ed. Literatura. p. 150. Consultado el 9 de agosto de 2017.  traducción del libro de Anna Castelli.
- — (Marzo de 2018). «La Llave de Poseidón».  En Babelcube, ed. Literatura. p. 460. Consultado el 9 de marzo de 2018.  traducción del libro de Thalia Mars.
- — (Abril de 2018). «El trío de Marley».  En Babelcube, ed. Literatura. p. 150. Consultado el 9 de marzo de 2018.  traducción del libro de Jan Springer.
- — (May de 2018). «Seducida por dos motociclistas».  En Babelcube, ed. Literatura. p. 150. Consultado el 9 de marzo de 2018.  traducción del libro de Jasmine Black en colaboración con Gloria Jeanette Soria Bances.
- — (Diciembre de 2018). «Mi mamá está muriendo ¿Debería sentirme triste?».  En Babelcube, ed. Literatura. p. 60. Consultado el 20 de diciembre de 2018.  traducción del libro de Levi Freud en colaboración con Virginia Robles.
- — (Diciembre de 2018). «Praying the Pounds Off».  En Babelcube, ed. Literatura. p. 80.  traducción del libro de Gregory  Kelley en colaboración con Andy Arenas.
- — (Diciembre de 2018). «Guida semplice alla cucina Sous Vide».  En Babelcube, ed. Literatura (en italiano). p. 180.  traducción del libro de Emily Klein.
- — (Diciembre de 2018). «Un casanova en Invierno».  En Babelcube, ed. Literatura. p. 180.  traducción del libro de Anna Castelli.
- — (Agosto de 2018). «Tomada por él».  En Babelcube, ed. Literatura. p. 90. Consultado el 29 de agosto de 2018.  traducción del libro de Jan Springer.
- — (Julio de 2019). «ABC de la espiritualidad en los negocios».  En Babelcube, ed. Literatura. p. 270. Consultado el 12 de julio de 2019.  traducción del libro de Dr. Rosie Kuhn.
- — (Enero de 2019). «Salvada: Salvada, #1».  En Babelcube, ed. Literatura. p. 185. Consultado el 28 de enero de 2019.  traducción del libro de Lorhainne Eckhart.
- — (Agosto de 2018). «Se busca un héroe».  En Babelcube, ed. Literatura. p. 90. Consultado el 4 de diciembre de 2018.  (enlace roto disponible en Internet Archive; véase el historial, la primera versión y la última). traducción del libro de Jan Springer.
- — (Agosto de 2018). «Un Feliz Trío de Navidad».  En Babelcube, ed. Literatura. p. 90. Consultado el 28 de diciembre de 2018.  traducción del libro de Jan Springer.
- — (Abril de 2019). «Un Héroe Traicionado».  En Babelcube, ed. Literatura. p. 86. Consultado el 3 de abril de 2019.  traducción del libro de Jan Springer.
- — (Febrero de 2019). «El trío de Jaxie».  En Babelcube, ed. Literatura. p. 90. Archivado desde el original el 25 de agosto de 2019. Consultado el 19 de febrero de 2019.  traducción del libro de Jan Springer.
- — (Marzo de 2019). «El Trío de Sophie».  En Babelcube, ed. Literatura. p. 90. Consultado el 12 de marzo de 2019.  traducción del libro de Jan Springer.
- — (Febrero de 2019). «Dulce calor».  En Babelcube, ed. Literatura. p. 90. Consultado el 14 de febrero de 2019.  traducción del libro de Jan Springer.
- — (Junio de 2018). «Seducida por dos motociclistas».  En Babelcube, ed. Literatura. p. 90. Consultado el 5 de junio de 2018.  traducción del libro de Jan Springer.
- — (Febrero de 2019). «Destino de Gracia».  En Babelcube, ed. Literatura. p. 90. Consultado el 22 de febrero de 2019.  traducción del libro de Tarupiwa Muzah.
- — (Febrero de 2019). «La transición a la Iglesia Prototipo».  En Babelcube, ed. Literatura. p. 90. Consultado el 22 de febrero de 2019.  traducción del libro de Bill Vincent.
- — (Abril de 2019). «Los Despreciables».  En Babelcube, ed. Literatura. p. 115. Consultado el 6 de abril de 2019.  traducción del libro de Owen Jones.
- — (Abril de 2019). «Los seguidores de Megan».  En Babelcube, ed. Literatura. p. 123. Consultado el 11 de abril de 2019.  traducción del libro de Owen Jones.
- — (Marzo de 2019). «Lenguaje Corporal: Habilidades De Comunicación No Verbal Para Atraer A Las Mujeres».  En Babelcube, ed. Literatura. p. 90. Consultado el 25 de marzo de 2019.  traducción del libro de Lily Wilson.
- — (Marzo de 2019). «Cazando Trufas».  En Babelcube, ed. Literatura. p. 185. Consultado el 6 de marzo de 2019.  traducción del libro de Dick Rosano en colaboración con Monica Zartetto
- — (Marzo de 2019). «Bartholomew Roberts Justicia».  En Babelcube, ed. El Sacerdote Pirata. p. 185.  traducción del libro de Jeremy McLean en colaboración con Bileysi Reyes Peralta
- — (Julio de 2019). «El camino impío de una reacia aventurera».  En Babelcube, ed. El Gran Creador. p. 200. Consultado el 23 de julio de 2019.  traducción del libro de Dr. Rosie Kuhn en colaboración con Marta O. Mena
- — (Agosto de 2019). «Salvación».  En Babelcube, ed. Literatura. p. 240. Consultado el 1 de agosto de 2019.  traducción del libro de Duncan Ralston en colaboración con Andrea Arenas
- — (Abril de 2020). «La Mujer de Tyler».  En Babelcube, ed. Literatura Erótica. p. 185.  traducción del libro de Jan Springer en colaboración con Rafaella Gaetani
- — (Abril de 2020). «Capturada».  En Babelcube, ed. Literatura Erótica. p. 185.  traducción del libro de Jan Springer en colaboración con Rafaella Gaetani
- — (Octubre de 2019). «La búsqueda de Sabina del Santo Grial».  En InArt, ed. Literatura Fantástica. p. 245. Consultado el 20 de octubre de 2019.  traducción del libro de Martin Lundqvist en colaboración con Paola Revolorio Juárez
- — (Abril de 2020). «El trastorno limite de personalidad desmistificado».  En Babelcube, ed. Literatura. p. 47. Consultado el 7 de abril de 2020.  traducción del libro de Linsy B. en colaboración con Virginia Robles
- — (Abril de 2020). «Bananaz».  En Babelcube, ed. Literatura Erótica. p. 47.  traducción del libro de Dee Dawning en colaboración con Rafaella Gaetani

### Traducciones de Literatura al Italiano realizadas
- — (17 de abril de 2018). «Pressa da Lui».  En Babelcube, ed. Literatura. p. 150.  traducción del libro de Jan Springer.
- — (30 de mayo de 2018). «Il digiuno intermittente: Perdere peso e stare bene per tutta la vita.».  En Babelcube, ed. Literatura. p. 200.  traducción del libro de Michael Hiddleston.

### Poesía
- — (2006). «L'amor'e n'atta cosa».  En inArt, ed. Poesía (en italiano).
- — (2003). «Quattro arance».  En inArt, ed. Poesía (en italiano).
- — (2001). «Canto inerme nel vento».  En inArt, ed. Poesía (en italiano).
- — (marzo de 2000). «Lettere disperse».  En inArt, ed. Poesía (en italiano). p. 110. Consultado el 2 de septiembre de 2019.

### Incluido en las siguientes antologías
- — (2016). «El Arcano de la Poesìa - Antología 2012-2016».  En InArt Editores, ed. Poesía. Guatemala. Consultado el 30 de junio de 2016.
- — (2011). «Puertas Abiertas, antología de poesía centro americana».  En Sergio Ramírez compilador, Fondo de Cultura Económica, ed. Poesía. España.
- — (2008). «Revista Síbila».  En Fundación BVA, ed. Poesía. España.
- — (2008). «El futuro no es nuestro, antología de nuevos narradores latinoamericanos».  En Revista Pie de página, ed. Poesía. Colombia.
- — (2006). «the NextArt Design Studio».  En Loffredo Editore Napoli SpA, ed. Design. Italia.